# Fauser Antal (mineralógus)
Fauser Antal (Buda, 1810. november 8. – Budapest, 1883. december 15.) a régi Pest érdemes gyógyszerésze, képzett mineralógus.

## Pályafutása
Fauser János öntőmester és Graff Erzsébet fia. A pesti piaristáknál, majd a váci püspöki líceumban tanult. Oklevelét 1832-ben szerezte. Götz Ferenc, Womits Ignác, Juranek József és Schernhoffer Károly patikáiban dolgozott, ezután Pollák József Szent Terézhez címzett gyógyszertárában volt gondnok. Főként ásványgyűjteményei révén ismerték meg a nevét. Gyűjteményének több darabja saját gyűjtőmunkájának gyümölcse volt. Úrvölgyben (Zólyom vármegye) rábukkant az epsomitnak egy addig még ismeretlen változatára. Ezt később Breithaupt freiburgi mineralógus az ő tiszteletére nevezte el fauseritnek. Számos mineralógus kortársával ápolt élénk tudományos kapcsolatot, a Magyarhoni Földtani Társulat és a Wiener Geologische Reichanstalt is tagjai között tudhatta. 3500 db-ot számláló híres ásványgyűjteményét örököseitől Semsey Andor vásárolta meg a Magyar Nemzeti Múzeum részére.